# Micralarctia
Micralarctia là một chi bướm đêm thuộc họ Erebidae từ Châu Phi.

## Các loài
- Micralarctia australis Watson, 1988 [1889]
- Micralarctia punctulatum (Wallengren, 1860)
  - Micralarctia punctulatum auricinctum (Butler, 1897)
  - Micralarctia punctulatum euproctina (Aurivillius, 1899 [1900])
  - Micralarctia punctulatum pura (Butler, 1878)
- Micralarctia semipura (Bartel, 1903)
- Micralarctia toulgoeti Watson, 1988 [1889]